# Château de Lantilly (Côte-d'Or)
Le château de Lantilly est un château néo-classique situé à Lantilly (Côte-d'Or) en Bourgogne-Franche-Comté.

## Localisation
Le château se situe à la limite est du village.

## Historique
Le château actuel est construit en 1709 sur une base plus ancienne. En 1794, il se compose d'un grand corps de bâtiment de conception néo-classique ; à droite les granges et écuries ; à gauche un vaste potager ; en avant une cour précédée de deux bâtiments : les écuries et les remises. Aux deux extrémités des bâtiments qui précèdent la cour, deux tours carrées en mauvais état.
Les façades et les toitures sont inscrites aux monuments historiques par arrêté du 26 février 1968. Le parc du château par arrêté du 21 octobre 1994. L'ensemble des intérieurs est classé par arrêté du 10 mai 1995.

## Architecture
Le château de Lantilly actuel se compose d'un corps de bâtiment orienté nord-sud sur un escarpement où il occupe la partie orientale d'un bâtiment plus ancien dont la tour nord, plus massive, pourrait en être un vestige.

## Valorisation du patrimoine
Le château est entouré d'un beau parc à la française avec jardin d'agrément, serre, orangerie. Le parc à l'anglaise offre un panorama sur Alésia, et la vallée des Laumes. Des massifs d'ifs et de buis structurent les différentes zones du jardin : roseraie, jardin aromatique, jardin d'eau, prairie fleurie et un potager qui a reçu le label "jardin remarquable",.